# Kjell Bergqvist

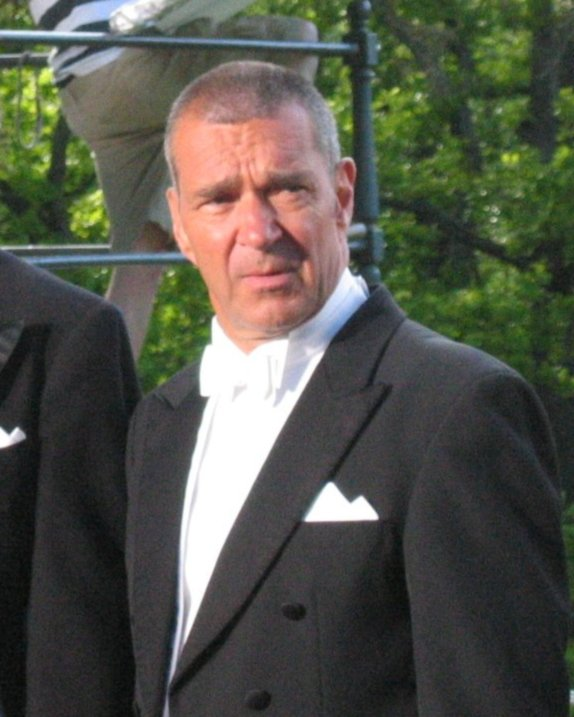
Kjell Bergqvist under inspelningen av Bröllopsfotografen 2008.

Kjell Bertil Leonard Bergqvist, född 23 februari 1953 i Enskede församling i Stockholm, är en svensk skådespelare.

## Biografi
Kjell Bergqvist föddes i en arbetarfamilj där fadern Sven Bergqvist (1921-1998) var lastbilschaufför och mångsysslare och mamman, Märta, född Israelsson (1924-2012) arbetade nattskift som sjuksköterska i långvården. Förhållandena var knappa och periodvis bodde familjen, bestående av fem–sex personer, i en tvårumsbostad. I Bäckahagens skola i Bandhagen hade han lätt för sig till en början men på gymnasiet fick han det snabbt problematiskt. Han började missbruka alkohol och blev så småningom avstängd efter att ha tryckt upp en glass i rektorns ansikte. Sedan kom teatern in i hans liv, då hans kusin, som han då bodde hos, arbetade som scenarbetare och uppmanade honom att söka till Dramatens elevskola.
Bergqvist gick ut Dramatens elevskola 1973 och debuterade i En enkel melodi (1974) och Jack (1977). Han har sedan många år samarbetat med manusförfattaren och regissören Ulf Malmros. Under 1990-talet var Bergqvist med i ett flertal Beck-filmer där han spelade Martin Becks kollega Sten Lennart Kollberg. År 2001 fick han en Guldbagge för huvudrollen i Den bästa sommaren (2000) och 2002 nominerades han för huvudrollen som Leif i Leva livet (2001). År 2010 tilldelades han en Guldbagge i kategorin Bästa manliga biroll för rollen som Jonny i Bröllopsfotografen (2009). Han tävlade 2007 i På spåret tillsammans med Kristina Kappelin. Paret fick i en match bara 9 poäng vilket kan vara den lägsta poängen som ett lag har fått i På spåret.
Säsongen 2009/2010 medverkade han tillsammans med Meg Westergren, Björn Ranelid, Siw Malmkvist och Tommy Körberg i SVT:s Stjärnorna på slottet, där Bergqvist var huvudperson i fjärde programmet av fem. Under höstsäsongen 2010 var han även huvudgäst i ett avsnitt av SVT:s Här är ditt liv. Där konstaterade Bergqvist att han får många anbud från olika håll, att han ofta tackar nej till reklamfilm och att han aldrig behövt söka arbete på traditionellt vis.
I mars 2011 fick Kjell Bergqvist Seko sjöfolks kulturpris om 25 000 kronor.
Bergqvist driver företaget Kjell Bergqvist Film och Teater AB. Bergqvist fick Kristallen 2016 för årets manliga skådespelare i en tv-produktion för Springfloden.

### Privatliv
Kjell Bergqvist blev far till en dotter 1974 och var senare under sju år förlovad med Angelina Amico. Han var 1988–2000 gift med Yvonne Ryding (Miss Universum 1984) och fick med henne två döttrar, födda 1989 och 1994. Sedan 2004 är han gift med Karin Bergqvist (född 1971), med vilken han fick en son 2007.
Bergqvist var under några års tid bosatt i Torshälla i Eskilstuna kommun. Numera bor han i Stockholm.
2015 gav Bergqvist ut den självbiografiska boken Kjelle Berka från Högdalen, där han berättar om sin uppväxt och alla sina romanser.

## Utmärkelser
- Litteris et Artibus[13] (2025)

## Filmografi (i urval)
- 1971 – Familjen Ekbladh (TV-serie)
- 1973 – Om 7 flickor
- 1974 – En enkel melodi
- 1975 – Figaros bröllop (TV-pjäs)
- 1976 – Karlar är karlar om sanningen ska fram (TV-pjäs)
- 1977 – Tabu
- 1977 – Jack
- 1978 – Chez Nous
- 1979 – En kärleks sommar
- 1979–1981 – Doktor Snuggles (TV-serie) (dubbning)
- 1979 – Katitzi (TV-serie)
- 1980 – Trolltyg i tomteskogen (dubbning)
- 1980 – Ett drömspel (TV-pjäs)
- 1980 – Från Boston till pop (TV-serie)
- 1980 – Cirkus Zero (TV)
- 1980 – Mary Lou (TV-pjäs)
- 1980 – Hyenan ler faktiskt inte (TV-film)
- 1981 – Babels hus (TV-serie)
- 1981 – Operation Leo
- 1981 – Lösnummer (TV-serie)
- 1981 – Fru Carrars gevär (TV-pjäs)
- 1981 – Genombrottet (TV-pjäs)
- 1981 – Zéb-un-nisá (TV-pjäs)
- 1981 – Inackorderingen (TV-pjäs)
- 1982 – Time Out (TV-serie)
- 1982 – Klippet
- 1983 – Lyckans ost
- 1984 – Annika – en kärlekshistoria (TV-serie)
- 1984 – En doft av honung (TV-pjäs)
- 1984 – Blomsterbudet (kortfilm)
- 1985 – Rid i natt! (TV-serie)
- 1985 – En ettas dagbok (TV-serie)
- 1986 – Bödeln och skökan (TV-film)
- 1986 – Den nervöse mannen
- 1986 – Kullagret
- 1987 – Malacca
- 1987 – Paganini från Saltängen (TV-serie)
- 1988 – Besökarna
- 1992 – Ha ett underbart liv
- 1992 – Den demokratiske terroristen
- 1993 – Roseanna
- 1993 – Brandbilen som försvann
- 1993 – Polis polis potatismos
- 1994 – Lust
- 1994 – Mannen på balkongen
- 1994 – Polismördaren
- 1994 – Stockholm Marathon
- 1994 – Rapport till himlen (TV-serie)
- 1996 – Vinterviken
- 1996 – Silvermannen (TV-serie)
- 1996 – De kallar oss Tratten och Finkel (TV-serie)
- 1996 – Älskade Lotten (TV-serie)
- 1997 – Selma & Johanna – en roadmovie
- 1999 – Dödlig drift
- 2000 – Den bästa sommaren
- 2000 – Flykten från hönsgården (röst som Rocky)
- 2001 – Leva livet
- 2001 – Spy Kids (röst som Gregorio Cortez)
- 2001 – Pangbulle
- 2002 – Hundtricket
- 2002 – Livet i 8 bitar
- 2003 – Ondskan
- 2003 – Lillebror på tjuvjakt
- 2003 – Smala Sussie
- 2003 – De drabbade (TV-serie)
- 2004 – Tre solar
- 2004 – Strandvaskaren
- 2004 – Graven (TV-serie)
- 2005 – Kocken
- 2005 – Tjenare kungen
- 2006–2021 – Mäklarna (TV-serie)
- 2006 – Göta kanal 2 – kanalkampen
- 2007 – Gangster
- 2009 – Bröllopsfotografen
- 2009 – Morden (TV-serie)
- 2010 – Klara
- 2010 – Kommissarie Späck
- 2010 – Våra vänners liv (TV-serie)
- 2011 – Åsa-Nisse – wälkom to Knohult
- 2011 – Försvunnen
- 2012 – Kjelles smakresa i Asien
- 2012–2016 – 30 grader i februari (TV-serie)
- 2012 – Flimmer
- 2012 – Mammas pojkar
- 2013 – En pilgrims död (TV-serie)
- 2013 – Bäst före
- 2013 – Monica Z
- 2014 – Den fjärde mannen (TV-serie)
- 2015 – Prästen i paradiset
- 2016–2018 – Springfloden (TV-serie)
- 2018 – Lyckligare kan ingen vara
- 2019 – Renées brygga
- 2020–2024 – Bäckström (TV-serie)
- 2023 – Trolltider – legenden om bergatrollet (TV-serie)
- 2025 – Kärlek fårever
- 2025 – Blindspår (TV-serie)
- 2026 – Grannfejden

## Teater

### Roller (ej komplett)
| År   | Roll                    | Produktion                                                         | Regi                                      | Teater                 |
| ---- | ----------------------- | ------------------------------------------------------------------ | ----------------------------------------- | ---------------------- |
| 1984 | Heinz, hotelldirektör   | Bäddat för sex (A Bedfull of Foreigners) Dave Freeman              | Herman Ahlsell                            | Chinateatern           |
| 1985 | Medicinmannen Hot Pot   | Fantomen Urban Wrethagen och Peter Emanuel Falck                   | Karin Falck                               | Scalateatern           |
| 1989 | Lord Fancourt Babberley | Charleys tant (Charley's Aunt) Brandon Thomas                      | Per Gerhard                               | Vasateatern            |
| 1996 | Pontus                  | Alla var där (Anyone for Breakfast?) Derek Benfield                | Paal Wesenlund                            | Folkan                 |
| 2005 | Tobias                  | Balansgång (A Delicate Balance) Edward Albee                       | Björn Melander                            | Stockholms stadsteater |
| 2006 | Medverkande             | I huvudet på Bergqvist och Sauk Stefan Sauk och Kjell Bergqvist    | Stefan Sauk Kjell Bergqvist Rolf Börjlind | Vasateatern            |
| 2008 | Mortimer Brewster       | Arsenik och gamla spetsar (Arsenic and Old Lace) Joseph Kesselring | Eva Dahlman                               | Stockholms stadsteater |